# Drjanovo kistérség
Drjanovo kistérség (bolgárul: Община Дряново) Bulgária Gabrovo megyéjében található úgynevezett obstina, vagyis körülbelül a magyarországi járásoknak megfelelő közigazgatási egység. Központja a 8 ezer lakosú Drjanovo kisváros.  Drjanovo kistérség Gabrovo, Szevlijevo, Veliko Tarnovo és Trjavna kistérségekkel határos.
Két jelentős látványossága a Drjanovo kolostor és a Bacso Kiro-barlang.

## Földrajza

A kistérség térképe a településekkel

Drjanovo kistérség Észak-Bulgáriában, Gabrovo megyében található, a megyét alkotó négy kistérség közül 274,2 km2 kiterjedésével a harmadik. A Balkán-hegység középső-balkáni szakaszának lábánál terül el. A kistérség felszíne - akárcsak a megyéé - hegységekkel és dombokkal borított, legmagasabb pontja a 704 méteres Minin csukar csúcs.

## Népesség és települések
A kistérségnek 2011-ben 9685 lakója volt, többségük bolgár nemzetiségű (83,41), török 5,11 százalék, cigány 2.69 százalék. A kistérségben 63 település található, melyek közül azonban csak 46 lakott. A lakosság 80 százaléka a Bolgár ortodox egyház híve, 7,6 százaléka ateista, 2,8 százaléka iszlám vallású, nem éri el az egy-egy százalékot a protestánsok és a római katolikusok aránya.
- Balaleja (Балалея)
- Balvancite (Балванците)
- Banari (Банари)
- Bilkini (Билкини)
- Bucsukovci (Бучуковци)
- Careva Livada (Царева ливада)
- Csukovo (Чуково)
- Dencsevci (Денчевци)
- Drjanovo (Дряново)
- Dzsurovci (Джуровци)
- Dlgnya (Длъгня)
- Dobrenite (Добрените)
- Dolni Vrpista (Долни Върпища)
- Dolni Dragojcsa (Долни Драгойча)
- Docsa (Доча)
- Durcsa (Дурча)
- Elencite (Еленците)
- Gancsovec (Ганчовец)
- Genya (Геня)
- Gesa (Геша)
- Gluska (Глушка)
- Gozdejka (Гоздейка)
- Golemi Blgareni (Големи Българени)
- Gorni Vrpista (Горни Върпища)
- Gorni Dragojcsa (Горни Драгойча)
- Gosztilica (Гостилица)
- Grnya (Гърня)
- Ignatovci (Игнатовци)
- Iszkra (Искра)
- Jantra (Янтра)
- Kalomen (Каломен)
- Karaivanca (Караиванца)
- Katrandzsii (Катранджии)
- Kereka (Керека)
- Koszarka (Косарка)
- Koszilka (Косилка)
- Krncsa (Крънча)
- Kuklja (Кукля)
- Kumanite (Куманите)
- Krtipnya (Къртипъня)
- Malki Blgareni (Малки Българени)
- Manoja (Маноя)
- Mucja (Муця)
- Nejcsovci (Нейчовци)
- Pejna (Пейна)
- Petkovci (Петковци)
- Placska (Плачка)
- Prsa (Пърша)
- Radoncseto (Радончето)
- Radovci (Радовци)
- Ritya (Ритя)
- Runya (Руня)
- Ruszinovci (Русиновци)
- Susnya (Шушня)
- Szalaszuka (Саласука)
- Szkalszko (Скалско)
- Szlavejkovo (Славейково)
- Szokolovo (Соколово)
- Sztancsa (Станча)
- Szuholoevci (Сухолоевци)
- Szjarovci (Сяровци)
- Turkincsa (Туркинча)
- Zaja (Зая)

## Lásd még
- Bulgária közigazgatása